# Шерегеш
Шерегеш (шор. Шерегеш)— посёлок городского типа в Таштагольском районе Кемеровской области — Кузбасса у подножия горы Зелёная. Известен своим горнолыжным курортом. Самая длинная трасса согласно официальным источникам 5000 метров. Главная улица - улица Ленина. В 1991 году переименована в ул. Снежная в связи с тем, что Ленин так и не доехал до этих мест.  
Ведущее промышленное предприятие — Шерегешский рудник — поставляет железную руду на металлургические комбинаты Новокузнецка.. С 2000 года развивается горнолыжный курорт Шерегеш.

## Этимология
Посёлок вырос при месторождении железной руды и назван по фамилии первооткрывателей — шорцев братьев Шерегешевых.

## Описание посёлка
Посёлок представляет собой типичное поселение, обслуживающее предприятие, в данном случае шахту и обогатительную фабрику. В посёлке всего три главных улицы, а именно: Гагарина, Дзержинского и Юбилейная. В посёлке большинство домов — «хрущёвки» из красного кирпича, есть также панельные многоэтажные дома. Посёлок состоит из двух частей: «новый» и «старый» Шерегеш.
Шерегеш связан автомобильной дорогой с Таштаголом. Также имеется железнодорожная ветка до Таштагола. В 2011 году официально открыли автомобильную дорогу Чугунаш — спортивно-туристический комплекс «Шерегеш», сократившую дорогу от Чугунаша до Шерегеша на 16 км.
В сезоне 2018—2019 был запущен специальный электропоезд «Шерегеш-экспресс» для гостей курорта. Электропоезд следует по маршруту Новокузнецк — Чугунаш. Благодаря этому добраться в Шерегеш из близлежащих городов стало намного проще.[значимость факта?]

## Население
| 1959    | 1970    | 1979    | 1989    | 2002    | 2009    |
| ------- | ------- | ------- | ------- | ------- | ------- |
| 5624    | ↗8221   | ↗8556   | ↗9553   | ↗10 371 | ↘10 253 |
| 2010    | 2011    | 2012    | 2013    | 2014    | 2015    |
| ↘10 173 | ↘10 158 | ↗10 248 | ↗10 252 | ↘10 168 | ↘10 090 |
| 2016    | 2017    | 2018    | 2019    | 2020    | 2021    |
| ↗10 101 | ↗10 109 | ↘10 004 | ↘9932   | ↘9836   | ↗9911   |

## Инфраструктура
12 участок − 3007 человек (9 магазинов, 16 павильонов, 6 парикмахерских, Шерегешская участковая больница.) 13 участок — 1902 человек . Также зарегистрировано более 100 индивидуальных предпринимателей, имеется филиал библиотеки , 3 детских сада, школа.

## Горнолыжный спорт
Горнолыжный комплекс открыт в 1981 году к Спартакиаде народов РСФСР. С начала 2000-х годов Шерегеш известен как горнолыжный курорт. За это время количество туристов, посещающих Шерегеш, увеличилось с 30 тысяч в год до 980 тысяч в год. Трассы расположены на склонах Зелёной горы, у подножия которой расположено около пятидесяти гостиниц разного типа. Горнолыжный сезон длится с ноября по май.
За сезон 2014—2015 года в Шерегеше побывало более миллиона туристов, что делает его самым популярным горнолыжным курортом России.

## Климат
Типичный резко континентальный климат. Зима продолжительная, лето жаркое.